# Bliesaue zwischen Blieskastel und Bliesdalheim
Bliesaue zwischen Blieskastel und Bliesdalheim este o arie protejată (arie specială de conservare — SAC, sit de importanță comunitară — SCI, arie de protecție specială avifaunistică — SPA) din Germania întinsă pe o suprafață de 198 ha, integral pe uscat.

## Localizare
Centrul sitului Bliesaue zwischen Blieskastel und Bliesdalheim este situat la coordonatele 49°13′13″N 7°15′38″E / 49.2203°N 7.2606°E.

## Înființare
Situl Bliesaue zwischen Blieskastel und Bliesdalheim a fost declarat sit de importanță comunitară în octombrie 2000 pentru a proteja 27 de specii de animale. Alte tipuri de protecție:
- arie de protecție specială avifaunistică (în octombrie 2000)[3]
- arie specială de conservare (în noiembrie 2015)[2][4][5]

## Biodiversitate
Situată în ecoregiunea continentală, aria protejată conține 5 habitate naturale: Cursuri de apă de la nivel de câmpie la nivel montan, cu vegetație Ranunculion fluitantis și Callitricho-Batrachion, Râuri cu maluri nămoloase cu vegetație de Chenopodion rubri p.p. și Bidention p.p., Liziere de ierburi înalte hidrofile de câmpie și de nivel montan până la alpin, Fânețe de joasă altitudine (Alopecurus pratensis, Sanguisorba officinalis), Păduri aluvionare cu Alnus glutinosa și Fraxinus excelsior (Alno-Padion, Alnion incanae, Salicion albae).
La baza desemnării sitului se află mai multe specii protejate:
- păsări (19): pescăruș albastru (Alcedo atthis), barză albă (Ciconia ciconia ciconia), mierla de apă (Cinclus cinclus), erete de stuf (Circus aeruginosus), cuc (Cuculus canorus), presură de stuf (Emberiza schoeniclus), șoimul rândunelelor (Falco subbuteo), becațină comună (Gallinago gallinago), Hippolais polyglotta, sfrâncioc roșiatic (Lanius collurio), gaia neagră (Milvus migrans), gaia roșie (Milvus milvus), grangur (Oriolus oriolus), ciocănitoare verzuie (Picus canus), Rallus aquaticus aquaticus, mărăcinar (Saxicola rubetra), mărăcinar negru (Saxicola torquatus), turturică (Streptopelia turtur), corcodel mic (Tachybaptus ruficollis)
- amfibieni (2): izvoraș-cu-burta-galbenă (Bombina variegata), triton cu creastă (Triturus cristatus)
- mamifere (2): castor (Castor fiber), liliac cu urechi mari (Myotis bechsteinii)
- nevertebrate (3): fluturele purpuriu (Lycaena dispar), phengaris nausithous (Maculinea nausithous), Ophiogomphus cecilia
- pești (1): zglăvoacă (Cottus gobio)

Pe lângă speciile protejate, pe teritoriul sitului au mai fost identificate 12 specii de plante, 1 specie de păsări, 3 specii de amfibieni, 8 specii de mamifere, 11 specii de nevertebrate, 1 specie de pești, 2 specii de reptile.